# British Journal of Ophthalmology
British Journal of Ophthalmology é uma revista científica que especializa-se em oftalmologia. Foi publicada pela primeira vez em 1917.